# Geomonhystera pervaga
Geomonhystera pervaga is een rondwormensoort uit de familie van de Monhysteridae. De wetenschappelijke naam van de soort is voor het eerst geldig gepubliceerd in 1973 door Argo & Heyns.